# لوتئوما
لوتئوما (انگلیسی: Luteoma) نوعی تومور تخمدان است که در جریان بارداری ایجاد می‌شود و با افزایش سطح هورمون‌های پروژسترون و تستوسترون همراه است. اندازه تومور از ۱ تا ۲۵ سانتی‌متر متغیر است، اما معمولاً چیزی حدود ۶ تا ۱۰ سانتی‌متر است و ممکن است در طول دوران بارداری به رشد خود ادامه دهد. با این حال، لوتئوما خوش‌خیم است و پس از زایمان خود به خود برطرف می‌شود. این نوع تومور تخمدان نادر است و تنها با حدود ۲۰۰ مورد از آن ثبت شده‌است. البته بسیاری از این موارد به‌طور تصادفی شناسایی شدند، بنابراین ممکن است میزان واقعی بروز آن بیشتر باشد. بارزترین علامت لوتئوما، بروز علائم مردانه در مادر و احتمالاً در جنین است که علتش رها شدن هورمون تستوسترون از این تومور است. تستوسترون یک هورمون جنسی مردانه است، گرچه به‌طور طبیعی در مقادیر اندکی در بدن زنان نیز وجود دارد. تستوسترون مسئول ویژگی‌های مردانه مانند بم شدن صدا، رشد موهای تیره و آکنه (جوش) است. با آنکه بروز ویژگی‌های مردانه مرتبط با لوتئوما تهدیدکننده حیات نیست، اما می‌تواند باعث تغییرات ظاهری قابل مشاهده در مادر شود و همچنین ممکن است تأثیر شدیدی بر شکل‌گیری جنین داشته باشد. لوتئوما می‌تواند سبب ابهام جنسیتی در جنین شود، و بسته به اینکه والدین ترجیح می‌دهند نوزاد را چگونه باشد، ممکن است منجر به انتخاب جنسیت جنین توسط والدین شود.
لوتئوما ممکن است با اختلالات رشد جنسی (که قبلاً به عنوان شبه‌نرمادگی شناخته می‌شد) مرتبط باشد.

## علائم و نشانه‌ها
لوتئوما اغلب بدون علامت است. تنها ۳۶ درصد از زنان در واقع علائم مردانگی را نشان می‌دهند. این علائم عبارتند از آکنه، هیرسوتیسم (به ویژه روی صورت)، بم شدن صدا، ریزش موی آندروژنیک و بزرگی کلیتوریس. افزایش سطح تستوسترون در مادر لزوماً به معنای مردانه شدن نیست. در طول یک بارداری طبیعی، سطح تستوسترون در سه‌ماهه اول و دوم کمی افزایش می‌یابد، اما در سه‌ماهه سوم دو برابر می‌شود. سطح تستوسترون نیز به جنسیت جنین بستگی دارد. جنین‌های پسر نسبت به جنین‌های دختر، باعث افزایش بیشتر سطح تستوسترون می‌شوند.
جنین‌های پسر، وقتی در شکم مادری هستند که ویژگی‌های مردانه ناشی از لوتئوم را دارد، چندان تحت تأثیر افزایش تستوسترون در مادر قرار نمی‌گیرند. با این حال، پس از تولد، جنین پسر ممکن است سطوح غیرطبیعی بالا از تستوسترون داشته باشد که خود به خود برطرف می‌شود. هیچ ارتباطی بین لوتئوما و نوزاد پسری که به خودی خود مقادیر زیادی تستوسترون تولید می‌کند وجود ندارد.
از ۳۶ درصد زنانی که ویژگی‌های مردانه لوتئوما را نشان می‌دهند، ۷۵ درصد جنین‌های دختر نیز علائم مردانگی را نشان می‌دهند. جنین‌های دختر می‌توانند علائم مختلفی داشته باشند، گاهی آنقدر شدید که نیاز به درمان یا جراحی دارد، و گاهی آنقدر خفیف که پس از تولد خود به خود برطرف می‌شود. شدت علائمی که جنین دختر متحمل می‌شود به زمان مواجهه با هورمون مردانه و مدت زمان مواجهه بستگی دارد. اگر جنین دختر در ۷ تا ۱۲ هفته اول بارداری در معرض افزایش سطح تستوسترون قرار گیرد، همجوشی لبه-کیسه و بزرگی کلیتوریس ممکن است رخ دهد. اگر قرار باشد نوزاد دچار ابهام جنسی به عنوان نوزاد دختر بزرگ شود، این شرایط نیاز به جراحی اصلاحی دارند. اگر قرار گرفتن در معرض تستوسترون پس از ۱۲ هفته اول بارداری اتفاق بیفتد، هیچ‌گونه همجوشی لبه-کیسه رخ نمی‌دهد اما کلیتوریس همچنان بزرگ می‌شود. بزرگی کلیتوریس معمولاً پس از تولد خود به خود اصلاح می‌شود و با تولید هورمون‌های بدن، سطوح بالای تستوسترون با ترشح هورمون‌های طبیعی بدن کاهش می‌یابد.

## عوامل خطرساز
شرایط متعددی یک زن را مستعد تشکیل لوتئوم در دوران بارداری می‌کند. سندرم تخمدان پلی‌کیستیک (PCOS) یکی از آنهاست. این سندروم با سطوح بالای هورمون و ناتوانی تخمدان‌ها در آزادسازی تخمک در طول چرخه قاعدگی همراه است، علامتی که اصولاً در یائسگی دیده می‌شود. به نظر می‌رسد سطوح بالای هورمون‌ها در سندرم تخمدان پلی‌کیستیک زنان را مستعد تشکیل لوتئوم در دوران بارداری می‌کند. یکی از ویژگی‌های لوتئوما این است که در حضور سطوح بالایی از هورمون‌هایی که در رشد طبیعی، رشد جنسی و عملکرد تولید مثل عمل می‌کنند، رشد بیشتری دارند. سندرم تخمدان پلی‌کیستیک باعث افزایش هورمون‌هایی در بدن شود که با برخی از این عملکردهای مرتبطند. زنانی که قبلاً در بارداری پیشین لوتئوما داشته‌اند، در معرض خطر بالای ابتلا به لوتئوم مجدد هستند. در این شرایط، زنان می‌توانند در مورد خطرات حاملگی مجدد و جایگزین‌های آن مشاوره بگیرند. سایر عوامل خطر مرتبط با لوتئوما، حاملگی چند قلویی، سن بالای مادر و قومیت آفریقایی-کارائیبی است.

## تشخیص
لوتئوما اغلب پیشاز زایمان تشخیص داده نمی‌شود. بیشتر لوتئوماها در حین جراحی در صورت انجام عمل سزارین یا انجام برخی جراحی‌های دیگر کشف می‌شوند. تشخیص قبل از زایمان به دلایل زیادی مؤثر نیست. برخی از آزمایش‌هایی که می‌توان قبل از زایمان انجام داد، میزان تستوسترون خون را اندازه‌گیری می‌کند. با این حال، این روش، گام تشخیصی چندان مفیدی نیست زیرا بارداری‌های طبیعی هم مقادیر تستوسترون را افزایش می‌دهد. برای تعیین اینکه آیا جنین در معرض تستوسترون قرار دارد یا نه، روشی تشخیصی مفید ردگیری تستوسترون در جفت جنین و بند ناف است. جفت مکانیسمی برای تبدیل هورمون‌های مادر به هورمون‌های مورد نیاز جنین دارد. اگر میزان تستوسترون در بند ناف بیشتر از حد طبیعی باشد، باید نوع ژن جنین مشخص شود تا ببینیم جنین مذکر است یا ماده. اگر جنین دختر باشد، سطح بالای تستوسترون در بند ناف می‌تواند نشانه ای از وجود لوتئوم باشد. انجامِ ایمن و بی خطر این روش تنها زمانی مقدور است که جنین تحت تمایز جنسی قرار گرفته است (جنسیت جنین مشخص شده) و در این زمان، آسیب هورمونی قبلاً وارد شده‌است.

## مدیریت درمانی
در حال حاضر هیچ درمانی برای لوتئوما در دسترس نیست. اگر علائم مردانگی در مادر مشهود باشد، لوتئوما از طریق سونوگرافی قابل تشخیص است. جنین را می‌توان از نظر نوع ژن مورد آزمایش قرار داد و اگر جنین دختر باشد و سطح تستوسترون در بند ناف بالا باشد، می‌توان خطرات مردانه شدن جنین را در مد نظر قرار داد. برای تغییر پیامدهای نهایی نمی‌توان کاری کرد، اما خطرات بالقوه را می‌توان تجزیه‌وتحلیل و والدین را برای این پیامدها آماده نمود. پس از زایمان، تومور لوتئوما به خودی خود پسرفت می‌کند و پس از اتمام زایمان، تنها لازم است مادر تحت نظر باشد. بسته به جنسیت جنین، زمان مواجهه با هورمون‌ها و مدت زمان مواجهه جنین با هورمون، والدین ممکن است نیازمند تصمیم‌گیری دربارهٔ جنسیت جنین باشند و اینکه می‌خواهند آیا کودک‌شان را به‌عنوان پسر یا دختر تربیت کنند. بسته به جنسیتی که قرار است کودک بر اساس آن تربیت و بزرگ شود، ممکن است انجام جراحی ضروری باشد.